# Cyprinotus scytoda
Cyprinotus scytoda är en kräftdjursart som beskrevs av Dobbin 1941. Cyprinotus scytoda ingår i släktet Cyprinotus och familjen Cyprididae. Inga underarter finns listade i Catalogue of Life.